# Тихий Володимир Павлович
Володи́мир Па́влович Ти́хий (* 1939) — український правник, доктор юридичних наук, академік Академії юридичних наук.

## Короткий життєпис
1968 року закінчив Харківський юридичний інститут. Працював слідчим в органах прокуратури у Луганській та Дніпропетровській областях. Навчався в аспірантурі Харківського юридичного інституту.
Протягом 1971—1996 років працював у Національній юридичній академії України імені Ярослава Мудрого — старший викладач, доцент, старший науковий співробітник, професор кафедри кримінального права.
1972 року захистив кандидатську дисертацію.
В 1974—1983 роках — декан денного факультету, у 1987-1996-х — декан заочного факультету, 1996-го — проректор з навчальної роботи.
1987 року захистив докторську дисертацію — «Проблеми кримінально-правової охорони суспільної безпеки (поняття і система злочинів, вдосконалення законодавства)». Здобув вчене звання професора 1990 року. 1993-го обраний членом-кореспондентом, з 2004-го — дійсний член Академії правових наук України.
Протягом 1996—2004 роках — суддя Конституційного Суду України, з 2005-го — керівник Київської наукової лабораторії дослідження проблем злочинності проти прав і свобод людини та громадянина Інституту вивчення проблем злочинності Академії правових наук України.
Станом на 2009 рік очолює Київський регіональний центр Академії правових наук України.

## Науковий доробок
Опубліковано понад 230 його наукових праць, серед них:
- «Кримінально-правова охорона суспільної безпеки», 1981,
- «Відповідальність за незакінчений злочин», 1996,
- «Стадії вчинення злочину», 1996,
- «Злочини проти суспільної (загальної) безпеки», 1996,
- «Концепція і практика офіційного тлумачення Конституції та законів України», 1999,
- «Підстава кримінальної відповідальності за новим Кримінальним кодексом України», 2002,
- «Теоретичні засади Конституції України та їх методологічне значення для правових досліджень», 2003,
- «Злочин, його види та стадії», 2007,
- «Відповідальність за злочини проти громадської безпеки», 2007,
- «Кримінальна відповідальність за порушення виборчих і референдних прав», 2008.

Є співавтором чотирьох підручників з кримінального права України та трьох коментарів КК України. Брав участь у розробленні проекту кримінального кодексу України.

## Відзнаки
- заслужений працівник освіти України, 1991
- орден «За заслуги» III ступеня, 2000
- заслужений юрист України, 2003
- Почесний працівник Прокуратури України, 2001,
- Премія імені Ярослава Мудрого, 2002, 2009
- Грамота Верховної Ради України, 2003
- Почесна грамота Верховної Ради України, 2004
- Почесна грамота Кабінету Міністрів України, 2006
- Державна премія в галузі науки і техніки, 2006